# Paolo Giangrossi
Paolo Giangrossi (ur. 16 kwietnia 1953 w Rzymie) – włoski kierowca wyścigowy.

## Kariera
Giangrossi rozpoczął karierę w międzynarodowych wyścigach samochodowych w 1980 roku od startów w Europejskiej Formule 3, Włoskiej Formule 3 oraz World Challenge for Endurance Drivers. Jedynie w edycji włoskiej zdobywał punkty. Z dorobkiem czterech punktów uplasował się tam na trzynastej pozycji w klasyfikacji generalnej. W późniejszych latach pojawiał się także w stawce Grand Prix Monako, FIA World Endurance Championship oraz World Sports-Prototype Championship.